# Phenacolepas linguaviverrae
Phenacolepas linguaviverrae is een slakkensoort uit de familie van de Phenacolepadidae. De wetenschappelijke naam van de soort is voor het eerst geldig gepubliceerd in 1899 door Melvill & Standen.